# حمام کوشک فردوس
حمام کوشک ، حمامی است مربوط به دوره تیموریان که در شهر تاریخی تون و نزدیک دروازه قائن قرار دارد.
این اثر در تاریخ ۵ تیر ۱۳۸۴ با شمارهٔ ثبت ۱۱۹۹۰ به‌عنوان یکی از آثار ملی ایران به ثبت رسیده است.

## موقعیت و معماری بنا
حمام کوشک در مجموعه تاریخی کوشک، در نزدیکی دروازهٔ قاین در شهر تاریخی تون (فردوس امروزی) قرار دارد.
حمام شامل ورودی، راهروی پیچ در پیچ، بینه، سربینه، میان‌در، گرمخانه ، خزینه  و هیزمدان است. در کف این حمام کانال‌های وجود دارد که دود حاصل از گرم کردن آب حمام از آن عبور کرده و باعث گرم شدن فضای حمام می شود. این حمام دارای دو بخش جداگانه مردانه و زنانه بوده که دسترسی به آن ها از دو سر در شمال غربی و جنوب غربی فراهم کرده است.
تأمین نور حمام از راه نورگیر است.

## نگارخانه

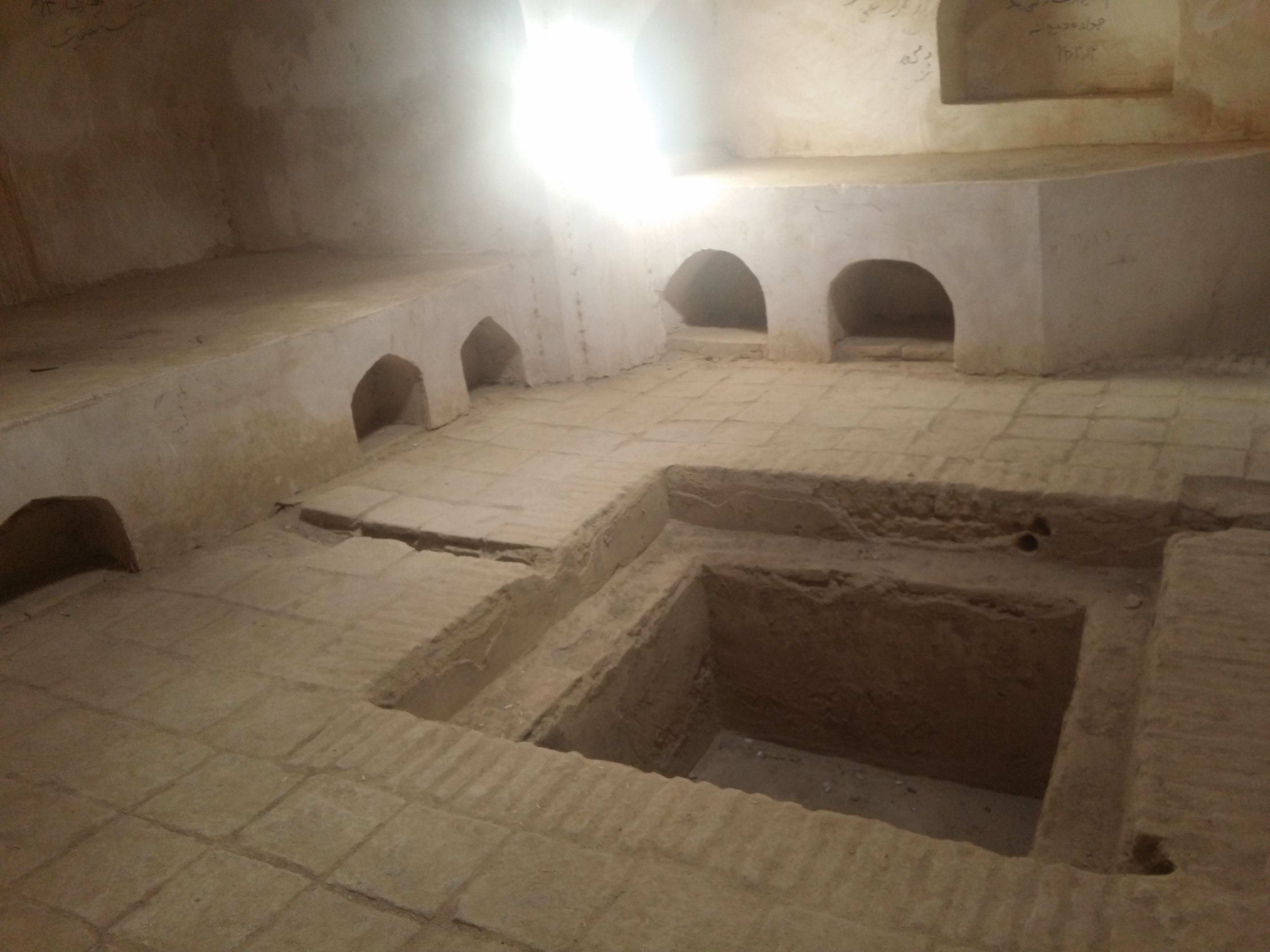
نمای درونی حمام کوشک
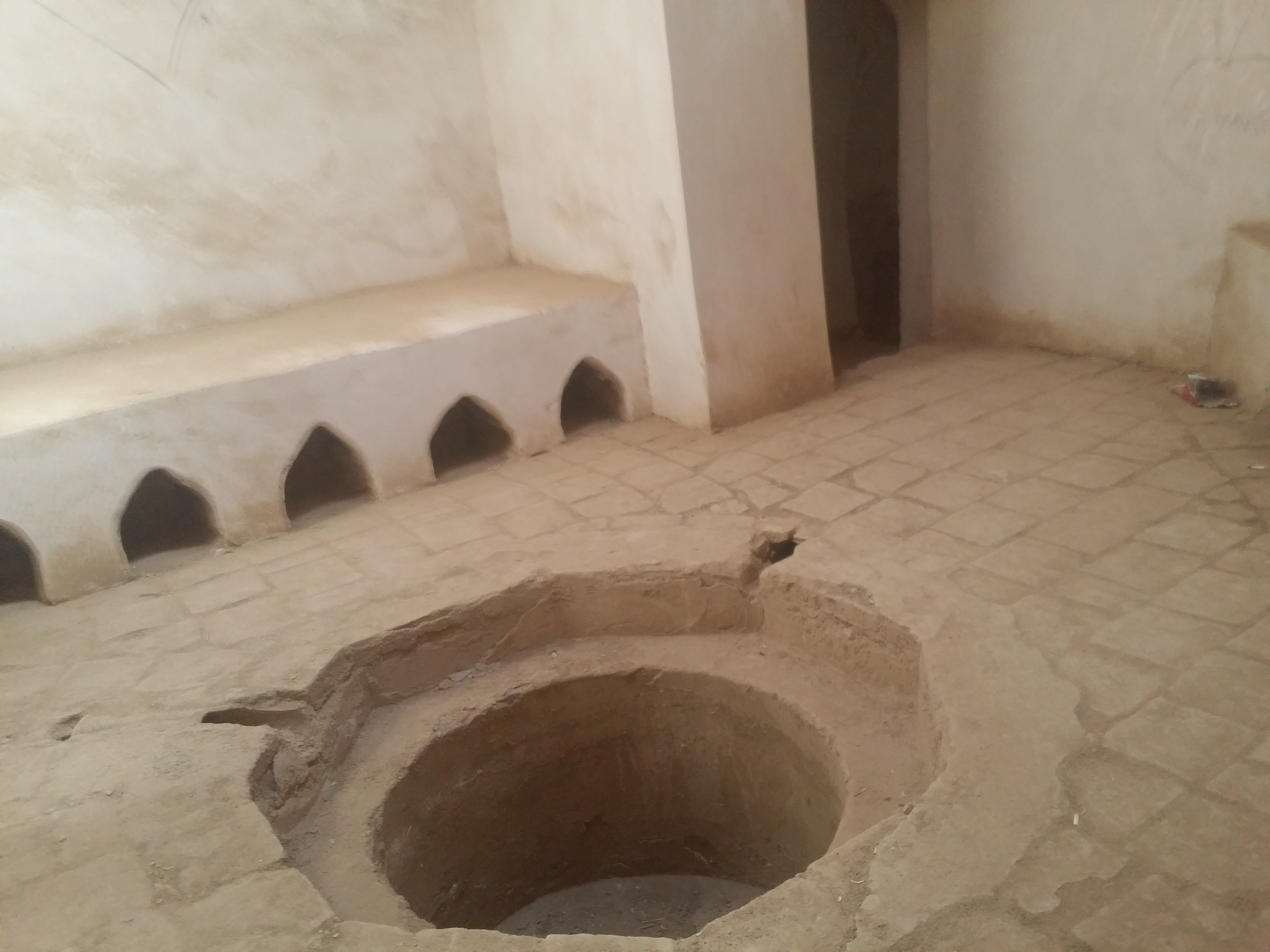
نمای درونی حمام کوشک